# Іван-Павло Химка
Джон-Пол Химка (англ. John-Paul Himka, ім'я при народженні – Іван-Павло Химка; нар. 18 травня 1949, Детройт, США) — канадський історик українського походження, професор-емерит історії Східної Європи Альбертського університету. Належить до критиків українського радикального націоналізму.

## Життєпис
Народився в сім'ї дітей емігрантів. Його мати була італійського походження і померла, коли Івану-Павлу було 11 місяців. Сім'я батька походила з Галичини. Дід був шахтарем і помер 1930 року внаслідок нещасного випадку, коли батькові Івана-Павла було вісім років. Великий вплив на його виховання справила бабуся, яка була неписьменною селянкою. Під її впливом він у 12 років зацікавився Україною та почав вчити українську мову. Коли йому було п'ять років, батько одружився вдруге. Мачуха була польського походження, але добре розуміла українську, була дуже релігійною. Під її впливом він вирішив стати священником і вступив до греко-католицької духовної семінарії Святого Василія у Стемфорді, де вчителем української мови був Любомир Гузар. В семінарії він провчився п'ять років, його вчителем латини був Мирослав Борисюк.
Навчався в Мічиганському університеті (1971 — бакалавр, 1977 — доктор філософії з історії). В університеті спочатку планував стати філологом, а не істориком, отримав диплом бакалавра візантійсько-слов'янських студій. Під впливом Василя Ленцика, Романа Сольчаника та Романа Шпорлюка вирішив досліджувати історію українського соціалістичного руху. За порадою Шпорлюка він також прочитав праці Михайла Драгоманова та Романа Роздольського, які справили на нього значний вплив.
В 1960-х роках зацікавився лівим рухом, брав участь у демонстраціях. Контактував із молодіжним лівим українським середовищем у Канаді, до якого належали Марко Бойцун, Богдан Кравченко, Роман Сенькусь, Галина Фріланд, Мирослав Шкандрій та ін. Вони видавали англомовний журнал «Meta» й українськомовний «Діялог», гаслом якого було «За соціалізм і демократію в самостійній Україні». 1977 року Химка переїхав до Канади, де почав працювати Університеті Альберта й подружився з Іваном Лисяком-Рудницьким, попри різницю в поглядах та віці. У ті ж роки він став членом редакційної колегії «Діялогу» та одружився з Христиною Хом'як, дочкою журналіста-політемігранта Михайла Хом'яка, яка була співредакторкою «Мети».
В 1974—1976 роках працюючи над своєю дисертацією провів рік у Кракові, шість місяців у Ленінграді та місяць у Львові й Києві. Вдруге побував у Львові 1983 року, коли познайомився та подружився з істориком Ярославом Дашкевичем, який єдиний тоді, маючи статус безробітного й «неблагонадійного», наважився спілкуватися з представником діаспори.
В 1970-х — першій половині 1980-х, за власними словами, був ортодоксальним марксистом. У середині 1980-х років відійшов від революційних поглядів, а в 1990-х роках зазнав впливу постмодернізму й водночас повернувся до релігійного світогляду.
Досліджує історію України XIX та XX століття. Лавреат премії Фундації Антоновичів 1988 року за дослідження «Галицькі жителі села і український національний рух у XIX столітті». Був співредактором з історії 3-5 томів англомовної Енциклопедії українознавства.
Джон-Пол Химка пропагує творчість найвідомішого в західних наукових колах українського історика — марксиста Романа Роздольського як в англомовному світі, так і в сучасній Україні. Він переклав англійською мовою низку його праць, зокрема «Фрідріх Енгельс і проблема „неісторичних“ народів».

## Сфера наукових інтересів
Джон-Пол Химка є визнаним дослідником національних рухів і поширення національної ідентичності серед селянства в Австрійській Галичині в другій половині ХІХ століття. Цій темі присвячено більшість праць вченого. Також значна частина робіт дослідника присвячена історії українського соціалізму, греко-католицькій церкві та історії іконопису та іконостасів. Але вже в працях про соціальні відносини на Галичині можна простежити значне зацікавлення автора єврейською проблемою. Ще з початку 80-х років дослідник починає цікавитися історією Голокосту в Україні, а в середині 90-х років з'являються перші дослідження, присвячені цій проблемі. Сьогодні Джон-Пол Химка відомий в Україні перш за все як дослідник історії Голокосту на українських землях та участі ОУН в антиєврейських погромах.

## Праці
Монографії
- Socialism in Galicia: The Emergence of Polish Social Democracy and Ukrainian Radicalism (1860—1890). Cambridge, MA: Distributed by Harvard University Press for the Harvard Ukrainian Research Institute, 1983.
  - Зародження польської соціал-демократії та українського радикалізму в Галичині (1860—1890). — К.: Основні цінності, 2002. — 328 с.
- Galician Villagers and the Ukrainian National Movement in the Nineteenth Century. Edmonton, London and New York: Canadian Institute of Ukrainian Studies, Macmillan, St. Martin's Press, 1988.
- Religion and Nationality in Western Ukraine: The Greek Catholic Church and the Ruthenian National Movement in Galicia, 1867—1900. Montreal; Kingston, Ontario; London; Ithaca: McGill-Queen's University Press, 1999.
- Last Judgment Iconography in the Carpathians. Toronto: University of Toronto Press, 2009.
- Ukrainians, Jews and the Holocaust: Divergent Memories. Saskatoon: Heritage Press. 2009.  ISBN 978-0-88880-554-6
- Ukrainian Nationalists and the Holocaust: OUN and UPA’s Participation in the Destruction of Ukrainian Jewry, 1941–1944. Stuttgart: ibidem. 2021. ISBN 978-3-8382-1548-8.

Наукові статті
- Український соціялізм у Галичині (до розколу в Радикальній Партії 1899 р.) / Жан Поль Химка // Journal of Ukrainian Graduate Studies. Volume 4, Number 2. Canadian Institute of Ukrainian Studies, 1979.
- War Criminality: A Blank Spot in the Collective Memory of the Ukrainian Diaspora // Spaces of Identity, Vol. 5, No. 1. — April, 2005.
- "The Organization of Ukrainian Nationalists and the Ukrainian Insurgent Army: Unwelcome Elements of an Identity Project". Ab Imperio. 2010 (4): 83–101. doi:10.1310.153/imp.2010.0101.
- "The Lviv Pogrom of 1941: The Germans, Ukrainian Nationalists, and the Carnival Crowd". Canadian Slavonic Papers. 53 (2–4): 209–243. doi:10.1080/00085006.2011.1109267. 2011.
- "Ukrainian Memories of the Holocaust: The Destruction of Jews as Reflected in Memoirs Collected in 1947". Canadian Slavonic Papers. 54 (3–4): 427–442. 2012.
- Рецепція Голокосту в посткомуністичній Україні [Архівовано 7 січня 2019 у Wayback Machine.] // Україна Модерна. — 16.01.2014.
- "Metropolitan Andrey Sheptytsky and the Holocaust". Polin: Studies in Polish Jewry. 26: 337–359. 2014.
- Християнство та радикальний націоналізм: Митрополит Андрей Шептицький та бандерівський рух [Архівовано 10 червня 2017 у Wayback Machine.] // Спільне. — 2.01.2015.
- Музей-меморіал «Тюрма на Лонцького». Приклад посткомуністичного заперечення Голокосту [Архівовано 3 травня 2018 у Wayback Machine.] // Спільне. — 1.05.2018.
- «Створення “Капіталу” Маркса»: magnum opus Романа Роздольського [Архівовано 10 вересня 2018 у Wayback Machine.] // Спільне. — 16.08.2018.
- "OUN and Fascism, Definitions and Blood". Journal of Soviet and Post-Soviet Politics and Society. 7 (2): 166–175. 2021.
- Krapfl, James; Wróbel, Piotr J.; Markiewicz, Paweł; Carynnyk, Marco; Himka, John-Paul (2023). "A Roundtable on John-Paul Himka's Ukrainian Nationalists and the Holocaust: OUN and UPA's Participation in the Destruction of Ukrainian Jewry, 1941-1944". Canadian Slavonic Papers. 56 (3–4): 453–467. doi:10.1080/00085006.2023.2270348

Інше
- John-Paul Himka, Frances A. Swyripa. Sources for Researching Ukrainian Family History. — Edmonton, Alta. : Canadian Institute of Ukrainian Studies, University of Alberta, 1984.
- Galicia and Bukovina : a research handbook about Western Ukraine, late 19th and 20th centuries. — Alberta Culture & Multiculturalism, Historical Resources Division, 1990.